# ازدنیک ریگل
ازدنیک ریگل (چکی: Zdeněk Rygel؛ زادهٔ ۱ مارس ۱۹۵۱) بازیکن فوتبال اهل چکسلواکی بود.
از باشگاه‌هایی که در آن بازی کرده‌است می‌توان به باشگاه فوتبال زبرویوفکا برنو و باشگاه فوتبال بانیک استراوا اشاره کرد.
وی به‌همراه تیم ملی فوتبال چکسلواکی به مقام قهرمانی بازی‌های المپیک تابستانی ۱۹۸۰ رسیده‌است.